# Asya
Asya (tiếng Nga: Ася) là một truyện vừa của nhà văn Ivan Turgenev, ra đời năm 1858.

## Xem thêm

Asya (tranh minh họa của D.Borovsky, 1955)
Asya và Gagin (tranh màu bột)

## Nội dung

### Nhân vật
- Asya
- Gagin
- N.N.

## Chuyển thể
- Asya (phim, 1978)